# Michel Gaudrau
Michel Gaudrau, né en 1691 et mort à Bayonne le 14 février 1751 est un maître à danser et danseur de l'Académie royale de musique de Paris.

## Biographie
Michel Gaudrau est le fils d'un maître marchand parisien fabricant d'une étoffe de soie appelée « ferrandine ». 
Il a été l'élève de Raoul Feuillet qui a inventé un nouveau système de notation de la danse. Son atelier, situé rue Mazarine, était proche de la maison des Gaudrau. L'apprenti est admis en 1708 à l'Académie royale de musique de Paris dirigée par Louis Pécour, successeur de Pierre Beauchamp. Le 14 octobre 1708 il fait ses débuts dans la pastorale héroïque Issé.
Ayant des dons de dessinateur, il va devenir chorégraphe. Son maître Pécour l'a autorisé à publier son recueil de danses en 1711.
Après le décès de Feuillet il reprit, de 1712 à 1721, la publication des ouvrages de chorégraphie, ballets et danses de bal de Louis Pécour. Il transmettra le privilège de ces publications à Jacques Dezais, un autre maître à danser.
À la suite de la mort de Nicolas Fonton, maître de danse de Marie-Louise-Gabrielle de Savoie, le 22 août 1715, Gaudrau est appelé à Madrid, il quitte Paris pour se rendre en Espagne où il est engagé par Philippe V comme maître de danse de Louis Ier, prince des Asturies. Il change son nom en Don Miguel Godro.
Il a été assisté en permanence par le violoniste Jacques (Santiago) Leclerc. Il a exercé pendant vingt-deux ans jusqu'à ce qu'une maladie mette un terme à sa carrière. En 1737 il obtient l'autorisation de se rendre à Bagnères-de-Bigorre. Il est alors remplacé par le maître à danser du duc d'Osuna, Sebastián Cristiani de Scío.
Il se marie à Madeleine Carlier (décédée à Madrid le 7 décembre 1738), fille de l'architecte René Carlier et achète une propriété à Madrid.
Il meurt à Bayonne le 14 février 1751.

## Publications
- Michel Gaudrau, Louis Pécour, Nouveau recüeil de dances de bal et celles de ballets, contenant un très grand nombre des meilleures entrées de ballet, de la composition de M. Pécour, tant pour hommes que pour femmes qui ont été dansées à l'Opéra... recueilles et mises au jour par M. Gaudrau, Paris, M. Gaudrau, 1711 (lire en ligne).